# 나무아미타불 -연대 UTENA-
《나무아미타불 -연대 UTENA-》(일본어: なむあみだ仏っ!-蓮台 UTENA-)는 DMM 게임스가 제작한 웹 게임 및 모바일 게임이다.
2019년 4월부터 6월까지 TV 애니메이션으로 방영되었다.